# Soni Malaj
Sonila Malaj, mer känd som Soni Malaj, född 9 november 1981 i Tropoja (Bajram Curri), är en albansk popsångerska. Hon fick mycket uppmärksamhet år 2007 då hon anklagade vinnarlåten av Eurovision Song Contest 2007, "Molitva", för att vara plagiat på hennes låt "Ndarja" som hon deltog med i Top Fest 3 år 2006. 2014 vann hon Top Fest 11 med låten "Me të jeton".

## Karriär

### Barndom och tidig karriär

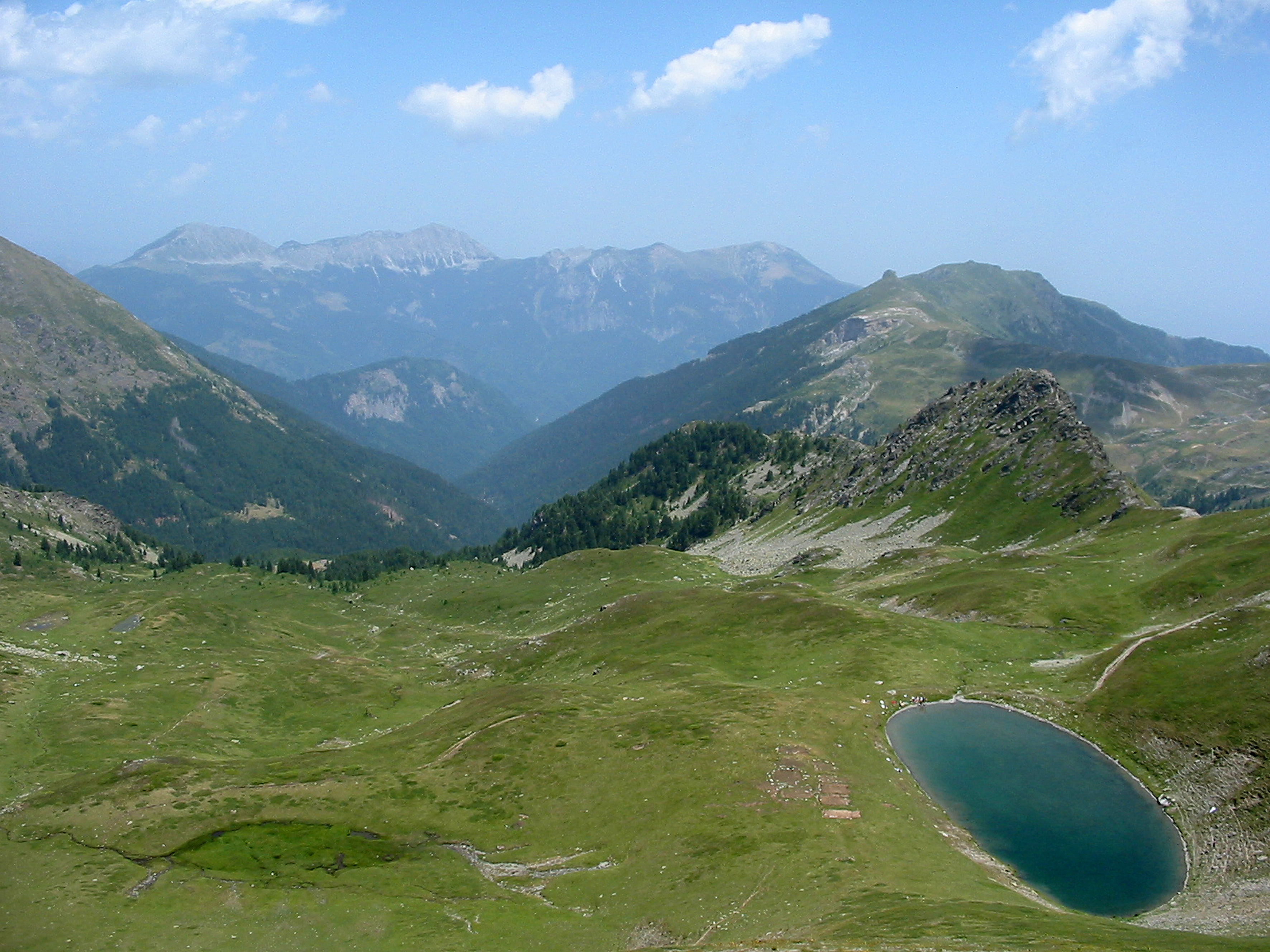
Tropojasjön vid Malajs födelseort.

Malaj föddes den 9 november 1981 i Tropoja i nordligaste Albanien som Sonila Malaj. Malaj växte upp under kommunistregimens kollaps i Albanien och vid 9 års ålder flyttade hon med familjen till huvudstaden Tirana. Hon studerade från tidig ålder det franska språket och tog examen i franska som främmande språk. Malaj började uppträda till musik i tidig ålder i sin hemstad Tropoja. När hon var 14 år gammal gjorde hon en audition på en musikstudio med avsikt att inleda en musikalisk karriär. Hennes röst fick musikerna att vilja fortsätta satsa på Malajs musik.

### Spirit Voice
Efter en tid gick Malaj på en ny audition, denna gång för att bli en del av ett popbandsprojekt under namnet Spirit Voice. Spirit Voice skulle komma att bestå av fyra tjejer och en kille. Malaj lyckades i audition och kom därmed att bli en av sångarna i gruppen tillsammans med Angjelina Gilardi, Laris Vrana, Dorina Nizami (Tiko) samt Brikel Guga på saxofon. Soni blev gruppens yngsta medlem.
Gruppen framträdde för första gången vid festivalen Këngët e Stinës 1997. 1998 lämnade den ena sångerskan, Larisa Vrana, gruppen och man sökte efter en ny sångare till gruppen. Elia Zaharia, dotter till den framgångsrika skådespelerskan Yllka Mujo, sågs som mest lämpad att ta Vranas plats i gruppen. 1999 lämnade även Angelina Gilardi gruppen men man valde att inte söka en ersättare. 2000 splittrades gruppen då Dorina Tiko flyttade till USA och Elia Zaharia till Paris i Frankrike.

### Debut som soloartist (2000-2013)
Malaj valde istället att inleda sin karriär som soloartist. Strax efter att gruppen splittrats släppte hon sitt debutalbum Mbretëresha e natës (nattens drottning). Under inledningen av sin karriär valde hon att börja använda sig av sitt artistnamn Soni Malaj. Malaj inspireras av sångare som Michael Jackson och Whitney Houston och ändrar sin musikaliska inriktning till att framföra mer blandad musik som ballader men även energiska pop- och folklåtar.
2004 deltar Malaj i den nystartade musiktävlingen Top Fest. Hon deltar med låten "Larg natës". I december 2004 debuterar Malaj i Festivali i Këngës 43, som året dessförinnan blivit Albaniens uttagning till Eurovision Song Contest. Hon deltar med upptempolåten "Eja në Ballkan" men tar sig inte vidare till tävlingens final. Året därpå återkommer hon som tävlingens programledare tillsammans med Drini Zeqo. 2005 deltar hon i Mikrofoni i Artë (gyllene mikrofonen) med låten "Eja, eja". Samma år debuterade Soni i Kënga Magjike 2005 med låten "Zjarr". Hon vann dock inget pris i tävlingen.
2006 ställde Malaj upp i Top Fest 3 med låten "Ndarja". Hon tog sig till tävlingens final där hon tilldelades priset för tävlingens bästa låt. 2007 uppmärksammades låten i en skandal kring vinnarlåten av Eurovision Song Contest 2007, "Molitva", som Malaj och hennes låtproducenter anklagade för att vara ett plagiat på hennes låt "Ndarja". Inga åtgärder vidtogs dock mot den vinnande låten. 2006 slutade Soni även trea i Polifest med låten "Do të vij".
2007 deltog hon tillsammans med sin dåvarande partner Flori Mumajesi i Kënga Magjike 2007. De framförde låten "Fluturimi 3470" och slutade på andra plats i tävlingen, endast slagna av Aurela Gaçe. De tilldelades även priset Kënga Hit (bästa hitlåt). I Kënga Magjike 2008 deltog Malaj med låten "Shpirti im binjak" med vilken hon slutade på tredje plats i tävlingen. Hon vann även Internet-priset.
I december 2008 gjorde Malaj comeback i Festivali i Këngës 47 med låten "Zona Zero" som skrevs och komponerades av Flori Mumajesi. I finalen fick Malaj 44 poäng och slutade på 16:e plats av 20 deltagare i tävlingen. Malaj deltog i Kënga Magjike 2009 med låten "Zemër e pakurdisur". Hon slutade för andra gången i karriären trea i tävlingen och vann priset för tävlingens bästa melodi. I Festivali i Këngës 48 framförde hon en duett av vinnarlåten "Nuk mundem pa ty" tillsammans med Juliana Pasha. Vid Festivali i Këngës 51 i december 2012 framförde Soni sin variant av låten "Rruga e Dibrës". I oktober 2013 släppte hon tillsammans med sångaren Aldo låten "Jeto". Hon hade själv varit coach åt Aldo vid X Factor Albania.

### Vinnare av Top Fest (2014-2017)
2014 gjorde Malaj comeback i Top Fests 11:e upplaga efter 8 års frånvaro med låten "Me të jeton" skriven av Rozana Radi och med musik av australiskan Susie Ahern. Hon tog sig via semifinalerna till finalen där hon lyckades vinna hela tävlingen. Hon tilldelades även pris för bästa kvinnliga artist. I slutet på december 2014 släppte hon låten "Tulipan i bardhë" tillsammans med Saad Ramadan.
Malaj har både släppt flera album och singlar med stor framgång i Albanien. 2011 släppte hon singeln "Nën lëkurën tënde". Utöver musikkarriären har hon även deltagit i den albanska upplagan av TV-programmet Let's Dance. Under programmets andra och tredje säsong (2012-2014) var hon en av jurymedlemmarna/coacherna i TV-programmet X Factor Albania. Hon lämnade programmet efter säsongen 2014.
I maj 2015 släppte hon singeln "Me rrëna" med tillhörande musikvideo. Låten skrevs av Rozana Radi med musik av Alandy.
2016 deltog Malaj i Kënga Magjike 2016 med låten "Për vetë më mbaj" som skrevs av Eneda Tarifa och Gent Myftaraj. Hon slutade på 11:e plats i finalen och fick pris för bästa framträdande.

### Comeback i Festivali i Këngës (2018-)
I december 2018 ställer Malaj upp i Festivali i Këngës 57, 10 år efter sitt senaste deltagande i tävlingen. Hon deltar med låten "Më e fortë" som skrivits av Irkenc Hyka och Lindon Berisha. Låten släpptes den 10 december 2018.

## Privatliv
Soni har haft ett förhållande med sångaren och musikern Flori Mumajesi. Tillsammans deltog de bland annat i Kënga Magjike år 2007. 2009 bröt paret sin relation. 2010 deltog Malaj i Dancing With the Stars Albania där Mirko Lucarelli var en av dansarna. De inledde senare ett förhållande och tillsammans fick de en dotter 2012. 2013 gifte sig Malaj med Lucarelli i Tirana. Malaj och Lucarelli skilde sig i oktober 2015.

## Diskografi

### Studioalbum
- Nuk qaj për ty
- 2003 – Mbretëresha e natës
- 2005 – E vogëla
- 2006 – Mesdhe
- 2010 – Unik